# Banzai (revista)
Banzai foi uma revista trimestral de banda desenhada portuguesa em estilo manga, sendo a primeira do género publicada no país.
Em 2014, organizou a oitava edição do 24h Manga. A revista firmou parceria com publicações de outros países. Em 2015, a revista foi cancelada. Alguns dos autores que participavam na Banzai juntaram-se quando a revista foi cancelada para criar um novo projecto chamado Jankenpon.

## Histórico da publicação

### Banzai 0
O número 0 foi lançado em setembro de 2010 e o número 1 a 20 de novembro de 2011, lançado em formato A4 e continha o primeiro capítulo de The Mighty Gang (TMG) e algumas tiras de Kuroneko, no total continha 40 páginas de manga a preto e branco, e a capa a cores. 
Foi lançada o evento "Japan Weekend" que ocorreu na Sala Tejo do Pavilhão Atlântico.

### Banzai - Edição regular
A edição periódica da Banzai começou em novembro de 2011, estando à venda nas lojas da Fnac. 
A partir do número 1 a revista é lançada em formato A5, mas com um aumento das páginas interiores: passa a 100 páginas.
Uma novidade do projecto é a aposta em one-shots de novos autores de forma a mostrar o que pode ser produzido. Assumem o compromisso de apresentar sempre um novo autor por edição, para além das séries regulares.

### Banzai 1
Contém:
- Segundo e terceiro capítulos de "TMG - The Mighty Gang" de Joana Rosa Fernandes
- Novos 4-koma de "Kuroneko" de Cristina Dias
- One-shot - "Pandora's Song" de Rita Marques e Inês Pott
- "Como desenhar manga" - aulas práticas de desenho por Natália Batista

### Banzai 2
- Primeiro capítulo de "Miau Miau" de Natália Batista
- Quarto capítulo de "TMG - The Mighty Gang" de Joana Rosa Fernandes
- Novos 4-koma de "Kuroneko" de Cristina Dias
- One-shot - "7 Pecados Mortais" de Marta Patalão
- "Zphyr" de Manuela Cardoso
- "Banzai no Curto Circuito" - Banda desenhada de Joana Rosa Fernandes, Cristina Dias e Manuela Cardoso feita durante 90 minutos no programa "curto-circuito" na SIC Radical
- "Como desenhar manga" - aulas práticas de desenho por Natália Batista

### Banzai 3
- Quinto capítulo de "TMG - The Mighty Gang" de Joana Rosa Fernandes
- Segundo capítulo de "Miau Miau" de Natália Batista
- Novos 4-koma de "Kuroneko" de Cristina Dias
- "O Mundo de Joana Presunto" de Shuang Wu
- Segundo capítulo de "Zphyr" de Manuela Cardoso[6][7]
- "Como desenhar manga" - aulas práticas de desenho por Natália Batista